# Daniele (profeta)
Daniele (in ebraico דָּנִיּאֵל‎?, Daniy'el; fl. VI secolo a.C.) è stato un profeta ebreo antico.
Il suo nome ha in ebraico il significato di "Dio giudica"; un nome simile si riscontra anche nella letteratura ugaritica per altre figure di saggi.
È il personaggio principale e l'apparente autore del Libro di Daniele, che narra vicende collocate temporalmente durante l'esilio di Babilonia a partire dal 605 a.C. Nel Canone ebraico il libro non è classificato fra i libri profetici, ma tra i Ketuvim. Daniele, invece, è considerato come l'ultimo dei quattro grandi profeti dell'Antico Testamento cristiano (ed è anche ritenuto santo dalle Chiese cristiane), perché il suo libro è ritenuto contenere profezie su Gesù Cristo.
La maggioranza degli studiosi contemporanei ritiene oggi che il libro di Daniele sia un'opera pseudoepigrafa scritta nel 165 a.C. e attribuita convenzionalmente a un "Daniele (Dan'el)", figura proverbiale di saggio citata in alcuni testi ugaritici. Un "saggio Daniele" è citato anche nel Libro di Ezechiele, libro biblico del V secolo a.C.

## Storia di Daniele nella Bibbia
Da quello che si legge nel suo libro, Daniele, di nobile famiglia giudea, è un adolescente quando viene deportato a Babilonia, dove eserciterà il servizio di profeta. Per la sua saggezza conquista la fiducia del re Nabucodonosor II e diventa funzionario di corte e interprete dei sogni del re.
La sua reputazione gli permette di continuare la sua attività anche dopo la conquista di Babilonia da parte dei Medi e dei Persiani avvenuta nel 539 a.C. Il re Dario I, istigato da nemici di Daniele, emise un editto che obbligava chiunque a non offrire alcuna richiesta a qualunque Dio o altra divinità se non a lui stesso. Questi nemici di Daniele lo trovarono accinto a fare preghiere a Dio come egli era solito fare, e obbligarono il re Dario a dare Daniele in pasto ai leoni per sbarazzarsi di lui. Molto a malincuore, Dario fu costretto da questi nemici ad assecondare le loro richieste, e li autorizzò a gettare Daniele nella fossa dei leoni. Ciò nonostante, Dario passò la notte in digiuno e preghiera a favore di Daniele, e al mattino seguente si recò in cima alla fossa e molto felicemente trovò Daniele salvo, nessun leone poté fargli del danno. La storia termina con Dario che getta i nemici di Daniele in pasto ai leoni i quali si scagliarono immediatamente addosso a quegli uomini, e Daniele prosperò sotto il regno di Dario e Ciro il Persiano. Daniele capitolo 6.
A Daniele furono rivelati misteri concernenti gli avvenimenti futuri relativi al suo popolo Israele, relativi alla riedificazione di Gerusalemme e del tempio di Salomone. Egli vide in visione quattro grandi bestie che salivano dalla terra, la quarta grande bestia più terribile delle altre tre aveva dieci corna. In mezzo a queste corna spuntò un altro piccolo corno, il quale aveva occhi di uomo e abbatté tre delle precedenti corna, questo piccolo corno proferiva grandi cose, simbolicamente il piccolo corno rappresenta l'Anticristo che farà guerra ai santi, Daniele 7:20-21,25 Le quattro bestie vengono distrutte e i loro corpi vengono arsi per sempre. La visione termina con l'avvento di uno simile a un figliuol d'uomo che simboleggia Gesù Cristo, il quale si avvicina al vegliardo e gli furono dati dominio gloria e regno, e il suo regno non passerà mai (Daniele 7:13-14,27).

## Daniele nella letteratura ugaritica
Daniele (Dan'el) compare nei testi di Ras Shamra come il prototipo di giudice giusto e saggio. 
Nei testi ugaritici Dan'el è un re della razza dei Refa'im, un leggendario popolo precananeo di uomini immortali, quasi semidei, citato ripetutamente nella Bibbia. Og, re di Bašan, fu il loro ultimo esponente (Deut 3,11; Gs 12,4). Un gruppo di Refa'im sembra essere stato assorbito dalla tribù di Giuda.
Nel Poema di Aqhat (opera ugaritica del secondo quarto del secolo XIV a.C.) Dan'el implora il dio 'El perché non ha figli che gli possano succedere, una situazione analoga a quella di Abramo. Per sette giorni resta nel tempio giorno e notte pregando e piangendo (cerimonia di incubazione) finché 'El sollecitato da Ba'al gli compare nel sogno promettendo l'erede, Aqhat (cfr. Gen 15,1; 17,16.19). Questi riceverà in dono dal fabbro divino un arco meraviglioso, che suscita l'invidia della dea Anath.
Non riuscendo a farselo cedere da Aqhat, Anath ordisce un complotto che determina la morte dell'eroe. Su tutta la terra allora scompare la vegetazione, mentre Dan'el scaglia maledizioni contro gli uccisori e cerca di far rivivere il figlio. La sorella di Aqhat, Pughat, la portatrice d'acqua, esorta il padre a offrire un sacrificio e dopo aver ottenuto la benedizione paterna va in cerca dei nemici. Benché il finale del mito sia perduto si suppone che Pughat ottenga il ritorno sulla terra del fratello nel periodo della primavera e dell'estate come nel mito mesopotamico di Dumuzi e di sua sorella Geštinanna (figli di Enki, il dio sumero della sapienza) o in quello greco-romano di Persefone/Proserpina.

## Daniele nella letteratura giudaica
Il nome "Daniele" compare anche nel Libro di Ezechiele come figura proverbiale di saggio. Il profeta Ezechiele, infatti, lo assimila a Noè e a Giobbe ( 14,14;28,3). Non è chiaro se Ezechiele abbia in mente il personaggio della letteratura ugaritica o se alluda al profeta Daniele
Daniele viene citato anche nel primo libro dei Maccabei (2,60) ricordando l'episodio della "fossa dei leoni".
Nel Vangelo di Matteo Gesù cita Daniele definendolo profeta (24,15).
A Daniele (3,6) allude anche la Lettera agli Ebrei (11, 32-34).
Secondo lo storico Giuseppe Flavio, Daniele fa parte della stirpe regale davidica (Antichità giudaiche, X,X,1).
Un ulteriore "Daniele" compare nel libro di Enoch e in altra letteratura giudaica apocrifa. Questi sarebbe un angelo, inviato da Dio in terra per insegnare agli uomini l'amministrazione della giustizia, ma corrotto e trasformato in demonio.

## Storicità

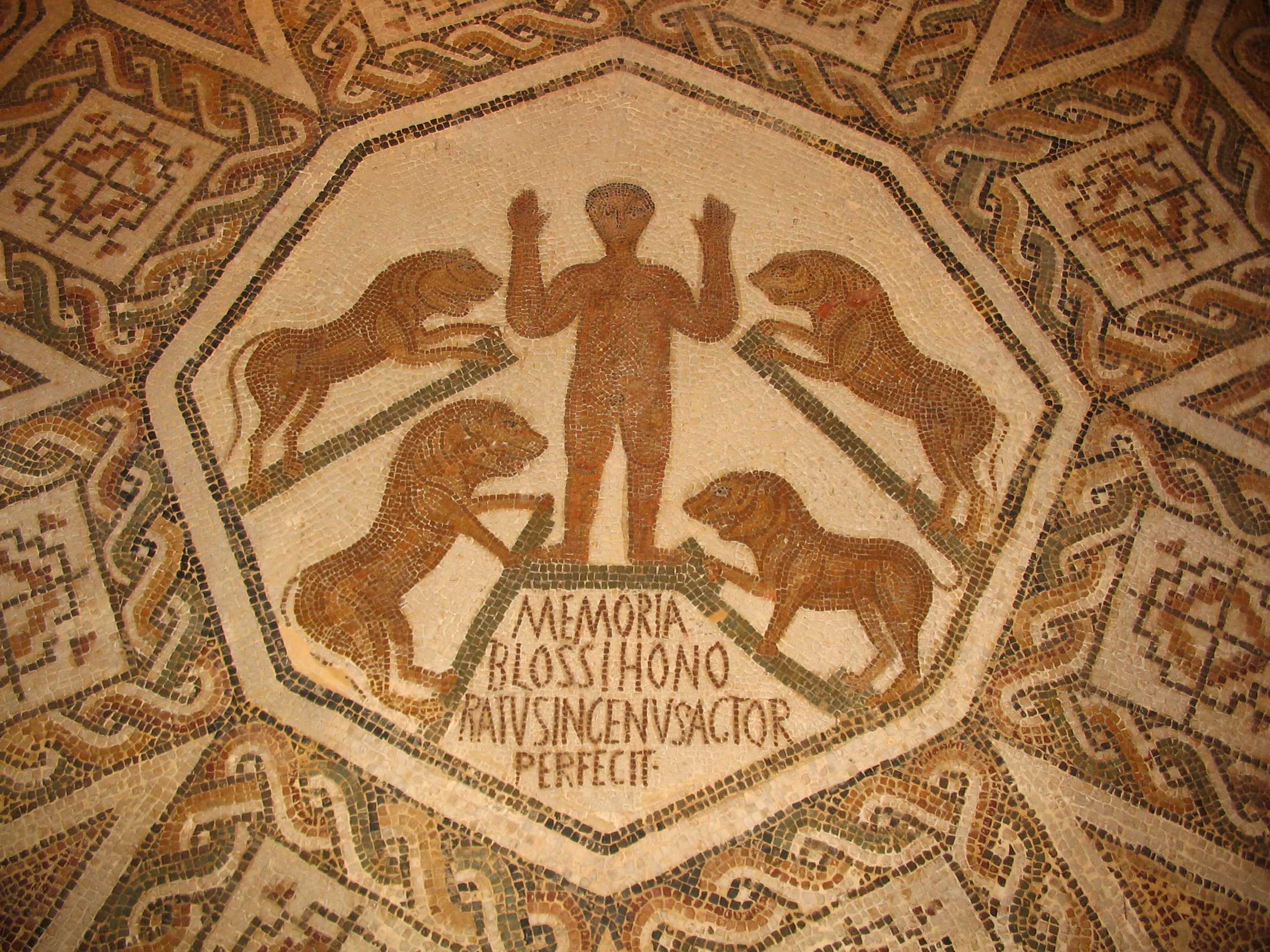
Daniele tra i leoni (Museo nazionale del Bardo, Tunisi)

La storicità di Daniele è dubbia e discussa. In passato la cristianità non dubitava della sua esistenza e del suo operato come descritto dal Libro di Daniele, di cui era considerato il diretto autore. A favore di questo letteralismo vi era la visione per cui la Bibbia è stata scritta sotto diretta ispirazione di Dio, rafforzata da alcuni elementi propri del libro che nel cristianesimo hanno assunto una fortissima valenza cristologica (in particolare l'epiteto "Figlio dell'uomo" e la profezia delle 70 settimane). In epoca moderna, con la nascita e lo sviluppo dell'approccio storico-critico e la conoscenza di altre tradizioni letterarie extra-bibliche, la valutazione è variegata. Nella letteratura ugaritica infatti è presente un giudice e saggio, il cui nome è traslitterato solitamente Danel (o Danil o Dnil o Dn-El), caratterizzato da bontà, sapienza, rettitudine nei giudizi a favore di vedove e orfani. A lui sono solitamente correlati gli echi biblici di Ezechiele 14,14.20;28,3 circa un דנאל (Danel, senza la י yod che caratterizza invece il nome del profeta Daniele). Questa scoperta, unita a una datazione del libro di Daniele al II secolo a.C., ha portato molti storici e biblisti a considerare il profeta Daniele come una derivazione e storicizzazione del mito ugaritico. Altri studiosi però, rivalutando la tradizione cristiana e rifacendosi allo studio di Dressler (1979), rifiutano questa identificazione, valutando i passi di Ezechiele come riferiti al Daniele biblico, considerato realmente esistito, per quanto in seguito rielaborato leggendariamente.

## Culto
La Chiesa ortodossa celebra la festa di San Daniele il 17 dicembre insieme ad Azaria, Anania e Misaele, i tre giovani che lodavano Dio nella fornace di Babilonia.
La Chiesa cattolica lo ricorda il 21 luglio.
Curiosamente, nel calendario liturgico dell’antico patriarcato di Aquileia, San Daniele profeta si festeggiava il giorno 28 agosto. Quando nel 1751 il potere religioso del Patriarca di Aquileia venne definitivamente abolito (già nel 1420 il principe/patriarca aveva dovuto rinunciare al potere temporale per mano della Serenissima), nei suoi territori il calendario patriarchino venne sostituito da quello romano. Tuttavia, ancora oggi la città di San Daniele del Friuli continua a festeggiare il proprio patrono il giorno 28 agosto, secondo il calendario patriarchino; nel resto dell’orbe cattolico, invece, in tale data si fa memoria di Sant'Agostino d’Ippona, secondo il calendario romano.